# Каватикио Инфериоре (Пескара)
Каватикио Инфериоре (итал. Cavaticchio Inferiore) је насеље у Италији у округу Пескара, региону Абруцо.
Према процени из 2011. у насељу је живело 12 становника. Насеље се налази на надморској висини од 40 м.